# Santa Maria Stella Matutina
Santa Maria Stella Matutina, även benämnd Stella Matutina, är en kyrkobyggnad i Rom, helgad åt Jungfru Maria som ”Morgonstjärnan”. Kyrkan är belägen vid Via Lucilio i Quartiere Trionfale och tillhör församlingen Santa Maria Stella Matutina.

## Beskrivning
Den första kyrkan på denna plats uppfördes år 1936 efter ritningar av arkitekten Tullio Rossi. Den nuvarande kyrkan är ritad av arkitekterna Ernesto Vichi och Aldo Aloysi och uppfördes åren 1969–1970. Fasaden är byggd i betong och tegel. Högaltarväggen har ett krucifix med corpus i brons.

## Kommunikationer
- Tunnelbanestation Cipro – Roms tunnelbana, linje
- Busshållplats Prisciano/Medaglie D'Oro – Roms bussnät, linjerna 913 913L n913